# West Coast (G-Eazy e Blueface)
West Coast è un singolo dei rapper statunitensi G-Eazy e Blueface, pubblicato il 28 febbraio 2019

## Tracce
1. West Coast – 2:21